# Vielle-Louron
Vielle-Louron település Franciaországban, Hautes-Pyrénées megyében. Lakosainak száma 81 fő (2022. január 1.). Vielle-Louron Avajan, Adervielle-Pouchergues, Cazaux-Fréchet-Anéran-Camors, Gouaux és Grailhen községekkel határos.

## Népesség
A település népessége az elmúlt években az alábbi módon változott:
| Lakosok száma | 83   | 88   | 91   | 94   | 90   | 86   | 82   | 82   | 81   |
|               | 2013 | 2015 | 2016 | 2017 | 2018 | 2019 | 2020 | 2021 | 2022 |